# Tarkukot
Tarkukot (nep. तार्कुलाहा) – gaun wikas samiti w zachodniej części Nepalu w strefie Gandaki w dystrykcie Gorkha. Według nepalskiego spisu powszechnego z 2001 roku liczył on 964 gospodarstw domowych i 5413 mieszkańców (2868 kobiet i 2545 mężczyzn).